# Fraccionamiento Villa Jardín
Fraccionamiento Villa Jardín är en ort i Mexiko.   Den ligger i kommunen San Francisco del Rincón och delstaten Guanajuato, i den centrala delen av landet, 300 km nordväst om huvudstaden Mexico City. Fraccionamiento Villa Jardín ligger 1 750 meter över havet och antalet invånare är 1 330.
Terrängen runt Fraccionamiento Villa Jardín är platt österut, men västerut är den kuperad. Runt Fraccionamiento Villa Jardín är det ganska tätbefolkat, med 230 invånare per kvadratkilometer. Närmaste större samhälle är San Francisco del Rincón, 3,0 km norr om Fraccionamiento Villa Jardín. Trakten runt Fraccionamiento Villa Jardín består till största delen av jordbruksmark.